# Komi (langue)
Cet article concerne la langue komie. Pour le peuple komi, voir Komis. Pour d'autres sens, voir Komi.
Le komi (коми кыв komi kyv ou коми komi) est une langue parlée en Russie par le peuple des Komis. Elle forme avec l'oudmourte la branche permienne de la famille des langues ouraliennes.
C'est une langue polynomique, rassemblant divers dialectes proches représentés à l'écrit par trois standards :
- le komi-zyriène, langue co-officielle (avec le russe) de la République des Komis sous la simple dénomination de komi ;
- le komi-permiak, dans le kraï de Perm, co-officiel avec le russe dans l'ancien district autonome des Komis-Permiaks ;
- le komi-iazva, dans le district de Krasnovichersk du kraï de Perm, sans statut officiel.

Ces divisions suivent des considérations administratives et territoriales plutôt que proprement linguistiques : sur le terrain, les isoglosses entre dialectes ne coïncident pas avec les frontières administratives.

## Écriture

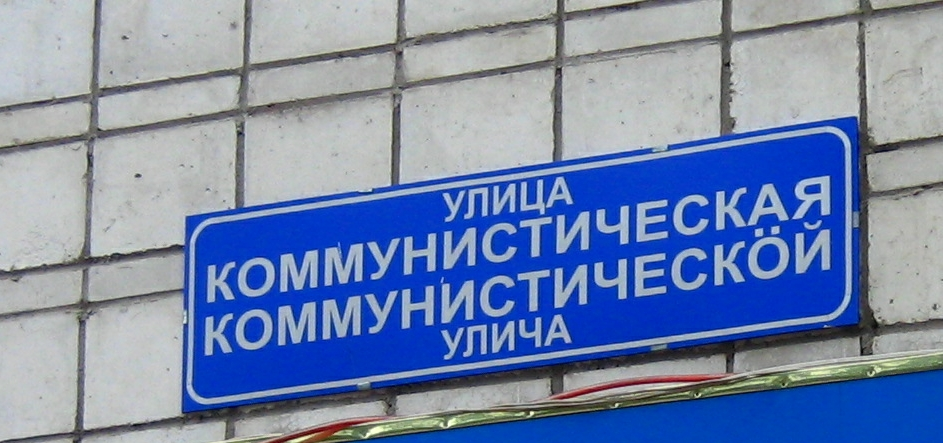
Signalisation bilingue en russe et en komi à Syktyvkar (sens littéral : « Rue communiste »).

Historiquement, le komi s'est d'abord écrit avec l'ancien alphabet permien, créé au XIVe siècle par l'évêque missionnaire Saint Étienne de Perm pour évangéliser les Komis, notamment pour transcrire en leur langue les Écritures. Cet alphabet tomba plus tard en désuétude et fut remplacé par l'alphabet cyrillique. 
Dans les années 1920, le komi s'est écrit avec l'alphabet Molodtsov, créé par Vassili Alexandrovitch Molodtsov et introduit officiellement dans l'oblast autonome des Komis-Zyriènes (URSS). Il ajoutait à l'alphabet cyrillique plusieurs nouvelles lettres originales : Ԁ, Ԃ, Ԅ, Ԇ, Ԉ, Ԋ, Ԍ et Ԏ.
L'alphabet Molodtsov fut remplacé par une adaptation de alphabet latin à partir de 1931, avant d'être remis en usage à la fin des années 1930. Finalement, en 1939, les lettres particulières à l'alphabet Molodtsov furent supprimées et les deux variétés officielles du komi (komi-zyriène et komi-permiak) écrites dans la forme russe de l'alphabet cyrillique, complétée des lettres І (valant /i/ non précédé de palatalisation) et Ӧ (valant /ə/) :
| А а | Б б | В в | Г г | Д д | Е е | Ё ё |
| Ж ж | З з | И и | І і | Й й | К к | Л л |
| М м | Н н | О о | Ӧ ӧ | П п | Р р | С с |
| Т т | У у | Ф ф | Х х | Ц ц | Ч ч | Ш ш |
| Щ щ | Ъ ъ | Ы ы | Ь ь | Э э | Ю ю | Я я |

Le komi-iazva, récemment standardisé, a un alphabet un peu différent, adapté à son système vocalique. Il utilise les lettres Ө pour /ø/ et Ӱ pour /y/, n'emploie pas la lettre І et recourt au digramme дч.
| А а | Б б | В в | Г г | Д д | Е е | Ё ё | Ж ж |
| З з | И и | Й й | К к | Л л | М м | Н н | О о |
| Ө ө | Ӧ ӧ | П п | Р р | С с | Т т | У у | Ӱ ӱ |
| Ф ф | Х х | Ц ц | Ч ч | Ш ш | Щ щ | Ъ ъ | Ы ы |
| Ь ь | Э э | Ю ю | Я я |     |     |     |     |